# کرسنته
کرسنته (به اسپانیایی: Crecente) یک شهرستان در اسپانیا است.